# Амельченков, Виктор Николаевич
Ви́ктор Никола́евич Аме́льченков (род. 15 июля 1938, Рославль, Смоленская область) — советский и российский художник-постановщик.

## Биография
Виктор Амельченков родился 15 июля 1938 года в городе Рославль Смоленской области.
С 1973 года работал художником-постановщиком на киностудии «Ленфильм».

## Фильмография
1. 1973 — Возвращённый год (короткометражный) (Режиссёр-постановщик: Михаил Ордовский)
2. 1973 — Игра (Режиссёр-постановщик: Леонид Макарычев)
3. 1974 — Последний день зимы (Режиссёр-постановщик: Владимир Григорьев)
4. 1975 — Полковник в отставке (Режиссёр-постановщик: Игорь Шешуков)
5. 1976 — 72 градуса ниже нуля (Режиссёры-постановщики: Сергей Данилин, Евгений Татарский)
6. 1978 — Комиссия по расследованию (Режиссёр-постановщик: Владимир Бортко)
7. 1979 — Нескладуха (короткометражный) (Режиссёр-постановщик: Сергей Овчаров)
8. 1979 — Ранние журавли (Режиссёр-постановщик: Болотбек Шамшиев)
9. 1980 — Начальник (короткометражный) (Режиссёр-постановщик: Дмитрий Генденштейн)
10. 1980 — Холостяки (короткометражный) (Режиссёр-постановщик: Михаил Никитин)
11. 1981 — Други игрищ и забав (короткометражный) (Режиссёр-постановщик: Михаил Никитин)
12. 1983 — Небывальщина (Режиссёр-постановщик: Сергей Овчаров)
13. 1984 — Букет мимозы и другие цветы (Режиссёр-постановщик: Михаил Никитин)
14. 1985 — Вот моя деревня… (Режиссёр-постановщик: Виктор Трегубович)
15. 1985 — Сон в руку, или Чемодан (Режиссёр-постановщик: Эрнест Ясан)
16. 1986 — Джек Восьмёркин — «американец» (ТВ) (В 1987 году смонтирована двухсерийная киноверсия.) (Режиссёр-постановщик: Евгений Татарский)
17. 1988 — Всадник (короткометражный) (Режиссёр-постановщик: Андрей Дружков)
18. 1988 — Вы чьё, старичьё? (Режиссёр-постановщик: Иосиф Хейфиц)
19. 1990 — Новая Шахерезада (ТВ) (Режиссёр-постановщик: Михаил Никитин)
20. 1992 — Пустельга (Казахстан/Россия) (Режиссёр-постановщик: Сергей Русаков)
21. 2003 — Красное небо. Чёрный снег (совместно с Андреем Васиным) (Режиссёр-постановщик: Валерий Огородников)